# Варгас, Хуан Пабло
Хуан Пабло Варгас Кампос (исп. Juan Pablo Vargas Campos, род. 6 июня 1995, Гресия) — коста-риканский футболист, защитник колумбийского клуба «Мильонариос» и национальной сборной Коста-Рики.

## Клубная карьера
Во взрослом футболе дебютировал в 2014 году выступлениями за команду «Алахуэленсе», приняв участие лишь в 5 матчах чемпионата.
8 июня 2016 года Варгас перешел в «Эредиано», из которого сразу был отдан в аренду в клуб «Белен». Отыграл за команду следующий сезон, приняв участие в 34 матчах. 2 мая 2017 года игрок официально присоединился к «Эредиано».

## Выступления за сборную
В 2017 году дебютировал в официальных матчах в составе национальной сборной Коста-Рики в матче Центральноамериканского кубка против сборной Белиза (3:0). Этот матч стал единственным для игрока на турнире, где его команда стала четвертой.
Летом того же года в составе сборной был участником розыгрыша Золотого кубка КОНКАКАФ 2017 года в США, заменив в последний момент травмированного Рональда Матарриту.
Сейчас провел в форме главной команды страны 21 матч и забил 3 гола.